# پیتر نلسن
پیتر نلسن (انگلیسی: Peter Nelson؛ زادهٔ ۱۰ سپتامبر ۱۹۵۹) بازیگر اهل ایالات متحده آمریکا است.
از فیلم‌ها یا برنامه‌های تلویزیونی که وی در آن نقش داشته‌است، می‌توان به جان‌سخت ۲، تیم دو نفره و تقلب اشاره کرد.